# Ise (couraçado)
O Ise (伊勢) foi um navio couraçado operado pela Marinha Imperial Japonesa e a primeira embarcação da Classe Ise, seguido pelo Hyūga. Nomeado em homenagem a histórica Província de Ise, sua construção começou em maio de 1915 nos estaleiros da Kawasaki Heavy Industries em Kobe e foi lançado ao mar em novembro de 1916, sendo comissionado na frota japonesa em meados de dezembro do ano seguinte. A embarcação entrou em serviço nos últimos anos da Primeira Guerra Mundial, porém ele e seu irmão não desempenharam nenhum papel no conflito.
No pós-guerra, o navio apoiou forças japonesas na Intervenção na Sibéria em 1920 e depois ajudou a socorrer os sobreviventes do Grande Sismo de Kantō em 1923. O Ise passou o restante da década realizando patrulhas perto da costa da China. Depois disso o couraçado passou por uma série de reformas e modernizações, de 1928–1929, 1931–1932 e 1934–1937, em que seus maquinários internos foram substituídos, seus armamentos aprimorados e incrementados, sua superestrutura reconstruída, sua blindagem reforçada, entre outras modificações.
O Ise teve um papel pequeno na Segunda Guerra Sino-Japonesa e inicialmente pouco participou da Segunda Guerra Mundial por ser considerado obsoleto. Entretanto, depois da perda de quatro porta-aviões na Batalha de Midway em 1942, a embarcação foi reconstruída com um convés de voo no lugar de suas duas torres de artilharia traseiras. Mesmo assim, nunca operou aeronaves em combate pela escassez de aviões e pilotos. Participou da Batalha do Cabo Engaño em 1944 e da Operação Kita em 1945, sendo afundado em 28 de julho de 1945 por ataques aéreos.